# Gran Premio Città di Camaiore 1982
Il Gran Premio Città di Camaiore 1982, trentatreesima edizione della corsa, si svolse il 23 giugno 1982 su un percorso di 210 km, con partenza e arrivo a Camaiore. La vittoria fu appannaggio del belga Jean-Marie Wampers, che completò il percorso in 5h10'00", alla media di 40,645 km/h, precedendo gli italiani Sergio Santimaria e Gianbattista Baronchelli.

## Ordine d'arrivo (Top 10)
| Pos. | Corridore                | Squadra            | Tempo    |
| ---- | ------------------------ | ------------------ | -------- |
| 1    | Jean-Marie Wampers       | Gis-Gelati         | 5h10'00" |
| 2    | Sergio Santimaria        | Selle San Marco    | s.t.     |
| 3    | Gianbattista Baronchelli | Bianchi            | a 1'03"  |
| 4    | Franco Chioccioli        | Selle Italia       | s.t.     |
| 5    | Gabriele Landoni         | Del Tongo-Colnago  | a 3'32"  |
| 6    | Orlando Maini            | Termolan           | s.t.     |
| 7    | Emanuele Bombini         | Hoonved-Bottecchia | s.t.     |
| 8    | Serge Parsani            | Bianchi            | s.t.     |
| 9    | Franco Conti             | Selle San Marco    | s.t.     |
| 10   | Erminio Rizzi            | Termolan           | s.t.     |